# Before I Self Destruct
Before I Self Destruct è il quinto album in studio del rapper statunitense 50 Cent.

## Lista tracce
| #  | Titolo                                   | Produttore(i)          | Durata |
| -- | ---------------------------------------- | ---------------------- | ------ |
| 1  | "The Invitation"                         | Ty Fyffe               | 2:54   |
| 2  | "Then Days Went By"                      | Lab Ox                 | 3:44   |
| 3  | "Death To My Enemies"                    | Dr. Dre, Mark Batson   | 3:46   |
| 4  | "So Disrespectful"                       | Tha Bizness            | 3:39   |
| 5  | "Psycho (featuring Eminem)"              | Eminem, Dr. Dre        | 4:45   |
| 6  | "Hold Me Down"                           | Team Ready, J Keys     | 3:19   |
| 7  | "Crime Wave"                             | Team Demo              | 3:44   |
| 8  | "Stretch"                                | Rick Rock              | 4:07   |
| 9  | "Strong Enough"                          | Nascent, QB Da Problem | 3:02   |
| 10 | "Get It Hot"                             | Black Key              | 2:19   |
| 11 | "Gangsta's Delight"                      | Havoc                  | 3:14   |
| 12 | "I Got Swag"                             | Dual Output            | 3:34   |
| 13 | "Baby by Me" (featuring Ne-Yo)           | Polow da Don           | 3:33   |
| 14 | "Do You Think About Me"                  | Rockwilder             | 3:26   |
| 15 | Ok, You're Right"                        | Dr. Dre, Mark Batson   | 3:04   |
| 16 | "Could've Been You" (featuring R. Kelly) | DJ Khalil              | 4:20   |

Bonus Track di iTunes
| #  | Titolo                          | Produttore(i) | Lunghezza |
| -- | ------------------------------- | ------------- | --------- |
| 17 | "Flight 187"                    | Phoenix       | 4:10      |
| 18 | "Baby by Me" (feat. Jovan Dais) | Polow da Don  | 3:33      |

## Classifiche
| classifiche (2009)                    | Peak position |
| ------------------------------------- | ------------- |
| Australian Albums Charts              | 19            |
| Austrian Albums Chart                 | 41            |
| Belgian Albums Chart (Flanders)       | 34            |
| Belgian Albums Chart (Wallonia)       | 47            |
| Billboard Canadian Albums             | 11            |
| Dutch Albums Chart                    | 54            |
| European Top 100 Albums               | 22            |
| French Albums Chart                   | 15            |
| German Albums Chart                   | 36            |
| Irish Albums Chart                    | 18            |
| Italian Albums Chart                  | 67            |
| New Zealand Albums Chart              | 35            |
| Swiss Albums Chart                    | 13            |
| Official Albums Chart                 | 22            |
| U.S. Billboard 200                    | 5             |
| U.S. Billboard Top R&B/Hip-Hop Albums | 1             |
| U.S. Billboard Top Rap Albums         | 1             |